# 1988-as magyar teniszbajnokság
Az 1988-as magyar teniszbajnokság a nyolcvankilencedik magyar bajnokság volt. A bajnokságot szeptember 26. és október 3. között rendezték meg Budapesten, a Dózsa margitszigeti teniszstadionjában.

## Eredmények
| Versenyszám  | Arany                                     | Arany | Ezüst                                                 | Ezüst | Bronz                                                | Bronz |
| ------------ | ----------------------------------------- | ----- | ----------------------------------------------------- | ----- | ---------------------------------------------------- | ----- |
| Férfi egyéni | Noszály Sándor Bp. Honvéd                 |       | Vágó László MTK-VM                                    |       | Keresztes Krisztián MTK-VM                           |       |
| Női egyéni   | Noszály Andrea Bp. Honvéd                 |       | Kowaczics Rita MTK-VM                                 |       | Csibi Regina Újpesti Dózsa                           |       |
| Férfi páros  | Lányi András, Keresztes Krisztián MTK-VM  |       | Csépai Ferenc, Vágó László MTK-VM                     |       | Fekete Rudolf, Ferdinánd Zsolt Újpesti Dózsa         |       |
| Női páros    | Szikszay Réka, Csurgó Virág Bp. Spartacus |       | Turi Zsuzsa, Ried Ágnes MTK-VM                        |       | Kowaczics Rita, Darvas Katalin MTK-VM, Újpesti Dózsa |       |
| Vegyes páros | Noszály Sándor, Noszály Andrea Bp. Honvéd |       | Keresztes Krisztián, Schmitt Gréta MTK-VM, Bp. Honvéd |       | Lányi András, Schmitt Petra MTK-VM, Bp. Honvéd       |       |